# دومبروه
شهر دومبروه (به رومانیایی: Dumbrăveni) در شهرستان سیبیو در کشور رومانی واقع شده‌است. جمعیت این شهر ۸٬۸۱۲ نفر است.

## نگارخانه

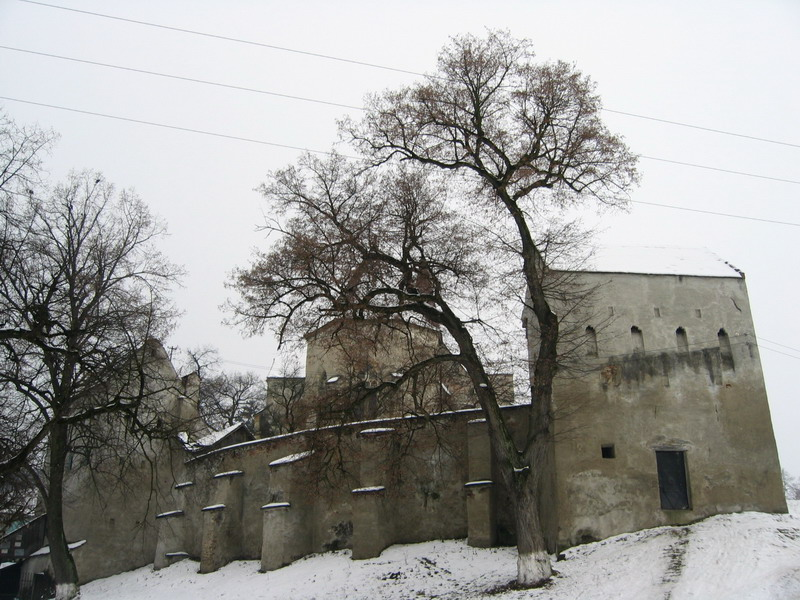
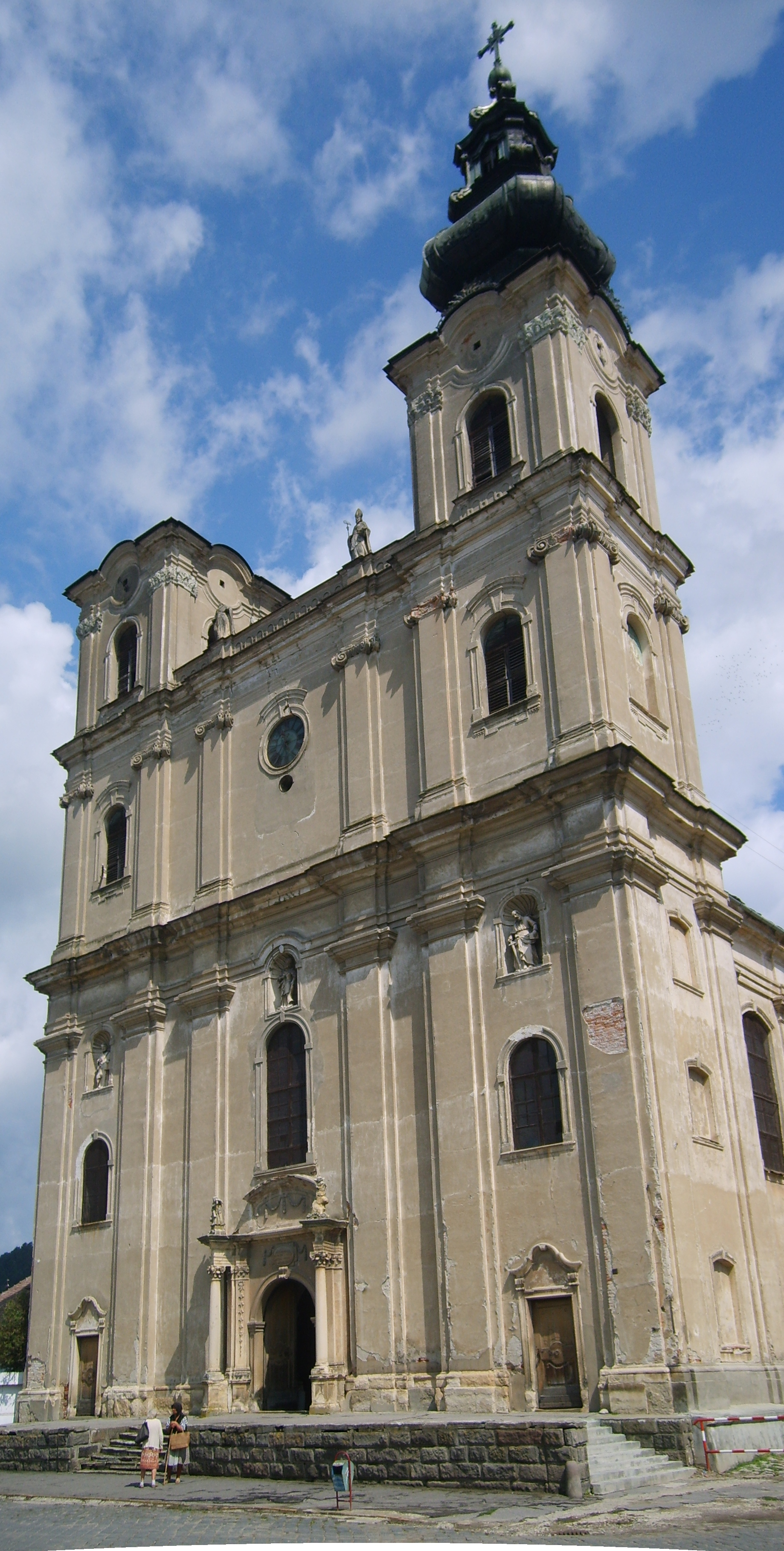